# Miguel Villalobos Moreno
Miguel Villalobos Moreno era el alias más utilizado por José Sánchez González (Cartagena, 1881 - desconocido), un albañil y dirigente anarcosindicalista español, posteriormente informante de la policía.

## Biografía
Aunque nació en la ciudad murciana de Cartagena, pronto se trasladó a Cataluña para trabajar como albañil, donde tuvo sus primeros contactos con las corrientes anarquistas de pensamiento tan en boga entonces. Se desempeñó entonces como maestro en la Escuela Moderna de Francisco Ferrer Guardia en Barcelona, participó en el congreso fundacional del sindicato Solidaridad Obrera (1907) e incluso colaboró también redactando artículos en el periódico gremial.
Formó parte del comité de huelga de julio de 1909, junto a Antonio Fabra y Francisco Miranda (o José Rodríguez Romero). Durante los hechos de la Semana Trágica, el 28 de julio dirigió las barricadas de la calle de Sant Pau. Después huyó a París, donde mantuvo una fuerte polémica con Fabra sobre cómo se habían desarrollado los acontecimientos.
Cuando volvió, renegó de su pasado anarquista y puso en evidencia que había sido informante y agente provocador de la policía. En 1913, después del asesinato de José Canalejas, bajo el seudónimo Constant Leroy, publicó Los secretos del anarquismo, un libelo antianarquista donde afirma que Ferrer Guardia y Francisco Miranda convencieron a Joaquim Miquel Artal de intentar asesinar a Antonio Maura en 1904, con la aquiescencia de Anselmo Lorenzo.